# José Ber Gelbard
Pour les articles homonymes, voir Gelbard.
José Ber Gelbard (Radomsko, Pologne, 1917 — Washington, D. C., 1977) était un entrepreneur et homme politique argentin d’origine judéo-polonaise. 
En mai 1973, après une carrière de commerçant et d’entrepreneur dans les provinces septentrionales de l’Argentine et après avoir fondé une organisation patronale à l’intention des détenteurs de PME, il fut nommé ministre de l’Économie et des Finances par le président péroniste Héctor Cámpora et occupa ce portefeuille sous la troisième présidence de Juan Perón, jusque peu après la mort de celui-ci en 1974. En cette qualité, il mit au point et fit exécuter, au moyen de mesures législatives ad hoc et après accord avec le syndicat CGT, un plan de redressement économique ambitieux axé sur le marché intérieur et sur la croissance, qu’il entendait favoriser par des augmentations de salaire et par le développement de la production industrielle et agricole nationale afin de pourvoir à la consommation intérieure. Parallèlement, il s’efforça de juguler l’inflation par le gel des prix des produits de base, organisa un puissant secteur public, et stimula les exportations de produits manufacturés argentins par une diversification des débouchés, ce dernier point l’incitant, en concertation avec Juan Perón et porté sans doute par ses sympathies communistes, à briser l’embargo érigé par l’OEA contre le régime de Fidel Castro et à affirmer ainsi l’indépendance politique de l’Argentine. Cette politique de la demande obtient des résultats probants, puisque l’inflation et le chômage baissèrent sensiblement durant l’année et demie que dura le mandat de Gelbard. Inquiété à la suite du coup d’État de 1976, il trouva refuge aux États-Unis, où il mourut exilé.

## Jeunes années et activité d’entrepreneur
D’origine juive, né à Radomsko, à quelque 90 km au sud de Łódź, en Pologne, Józef Ber Gelbard, alors encore adolescent, vint avec sa famille en Argentine dans les années 1930 et s’installa dans la province de Tucumán, dans le nord-ouest du pays. Forcé d’abandonner ses études par manque de ressources, il se fit bientôt, après avoir hispanisé son prénom en José, vendeur ambulant dans les provinces de Tucumán et de Catamarca, et parvint à se hisser progressivement au rang d’un des chefs de file du petit et moyen patronat argentin.
Il fonda la Confédération générale économique (en esp. Confederación General Económica, CGE), destinée à fédérer les petits et moyens commerçants, industriels et producteurs agricoles. Il fut l’allié d’Arturo Frondizi d’abord, soutenant sa politique économique de développement (desarrollismo), puis des généraux nationalistes, notamment du président de facto, le général Alejandro Agustín Lanusse ; cependant, il était un partisan inconditionnel de Juan Domingo Perón et se sentait particulièrement attiré par le nationalisme économique de celui-ci. 
Entre-temps toutefois, ses penchants politiques le portèrent à rejoindre les rangs du Parti communiste, affiliation à laquelle, selon certains responsables du PC argentin dans les années 1970, Gelbard ne renonça jamais, même s'il choisit de ne s’engager que comme simple « compagnon de route » et en qualité de gestionnaire financier du mouvement.
Il était hostile aux grands propriétaires terriens et aux dirigeants de la Sociedad Rural Argentina, regroupement des patrons de grandes exploitations agricoles et d’élevage, représenté alors par José Alfredo Martínez de Hoz, lequel avait été ministre de l’Économie sous la dictature de José María Guido et devient plus tard ministre de l’Économie pendant le dénommé Processus de réorganisation nationale.
Gelbard conclut d’importantes affaires avec les plus grands industriels de l’époque, tels que Manuel Madanes (de la FATE (es)), Julio Broner (de la Wobron), et était lié au financier David Graiver et au journaliste Jacobo Timerman.

## Ministère de l’Économie
Le 25 mai 1973, il entra en fonction comme ministre de l’Économie dans le cabinet ministériel d’Héctor Cámpora, président de la république élu par le FREJULI, et garda ce portefeuille après la démission de celui-ci, consécutive au retour de Juan Perón. De la même manière qu’en 1945, Perón avait fait appel à un homme du patronat national pour diriger l’économie du pays.
José Ber Gelbard mit en œuvre un plan de redressement économique qu’il estimait d’importance primordiale pour le bien-être des Argentins et qui visait prioritairement à la croissance du marché intérieur (modèle nommé en espagnol mercadointernista), au moyen d’augmentations salariales et du développement de la production industrielle et agricole nationale afin de pourvoir à la consommation intérieure.
Gelbard était aussi l’idéologue du dénommé Plan 0, lequel prévoyait une inflation stable. Il y réussit pendant un certain temps, sachant maintenir stable le prix de plus de 300 produits de base du panier de la ménagère et garantir dans le même temps la stabilité du pouvoir d’achat pour des milliers de travailleurs.

### Le plan économique de Gelbard

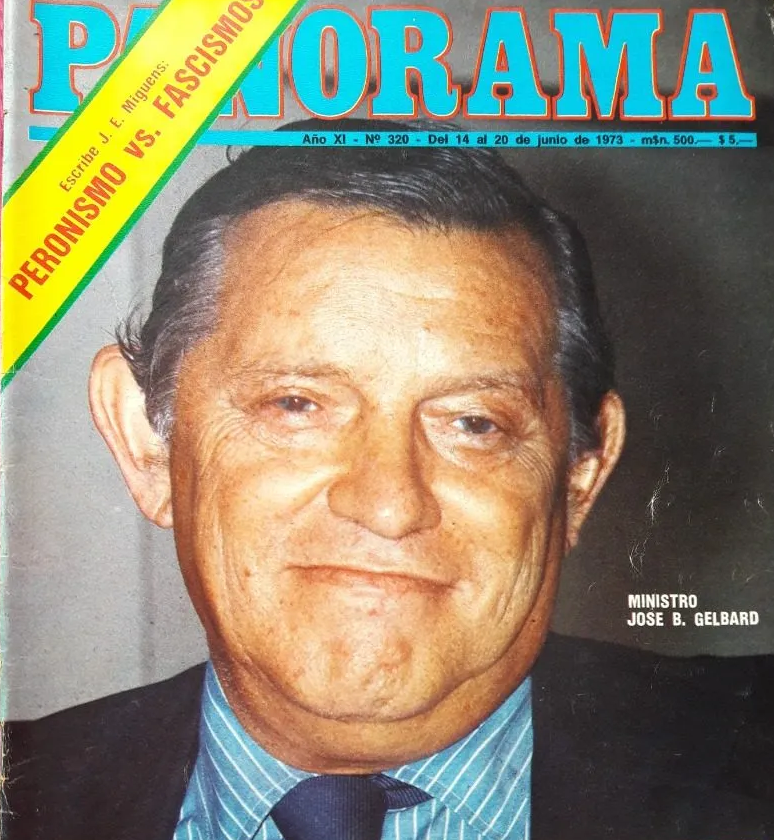
Gelbard en couverture de la revue Panorama (1973).

José Ber Gelbard fut ministre de l’Économie de quatre présidents péronistes successifs, durant un peu moins de d’un et demi (entre mai 1973 et octobre 1974), et assura ainsi une certaine continuité à la politique économique, au contraire de la politique institutionnelle aux orientations changeantes et extrêmement conflictuelles. La première et principale tâche à laquelle le ministre Gelbard entendait s’atteler fut de restaurer l’alliance sociale qui avait sous-tendu la fondation du péronisme dans la décennie 1940, à savoir celle entre les PME nationales et le mouvement ouvrier argentin, organisé et regroupé dans la Confédération générale du travail de la République argentine (en abrégé CGT).
Gelbard entreprit d’élaborer et de mettre en place un programme de Reconstruction et Libération nationales, auquel devait donner corps un ensemble d’une vingtaine de mesures législatives :
1. Loi sur les investissements étrangers.
2. Projet de loi sur la Recommercialisation de céréales et de viandes.
3. Loi sur le développement agraire.
4. Loi sur la corporation des entreprises nationales.
5. Loi sur le développement industriel.
6. Loi portant suspension des expulsions de logement.
7. Loi sur les représentants d’entreprises étrangères.
8. Projet de loi portant remise de peine des sanctions, amendes, recondamnations et intérêts pour infractions fiscales.
9. Loi sur la répression pénale de la fraude fiscale.
10. Loi sur le développement minier.
11. Loi portant création de la corporation pour le développement de la petite et moyenne entreprise.
12. Impôt sur la rente potentielle de la terre.
13. Loi portant régionalisation des directoires de la Banque nationale d’Argentine et de la Banque nationale de Développement.
14. Modification de la législation forestière.
15. Loi portant création de l’Institut national du Logement, d’intérêt social.
16. Loi sur l’utilisation des terres aptes à l’exploitation agricole et à l’élevage.
17. Loi sur la défense du travail et sur la production nationale.
18. Loi nationalisant les dépôts bancaires.
19. Régime des sociétés financières parabancaires.
20. Renationalisation des banques dénationalisées dans les années précédentes.

Ces lois, prises individuellement, n’étaient pas neuves ; était novateur en revanche un plan qui les met en œuvre toutes conjointement.

### Le «Pacte social»

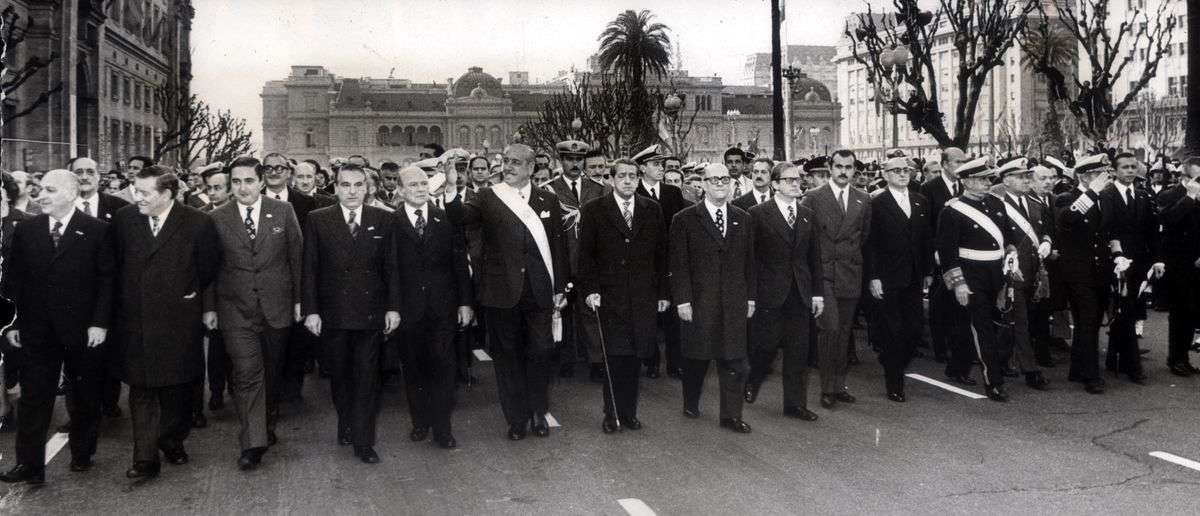
Le président Héctor Cámpora (portant l'écharpe présidentielle, au centre) avec son équipe ministérielle, sur la place de Mai (avec la Casa Rosada à l’arrière-plan), le 25 mai 1973. Gelbard est le deuxième à partir de la gauche (le premier étant l’ancien commissaire de police José López Rega, chef de la Triple A).

Le Pacte social fut signé par les membres de la CGT et de l’organisation patronale CGE le 8 juin 1973. Ce pacte visait à permettre une concertation sur les objectifs de l’économie, mais son aspect le plus remarquable fut toutefois qu’il réussit, au terme d’une longue période de séparation, à rassembler autour d’une même table gouvernement, industriels et syndicats en vue d’œuvrer ensemble au redressement économique du pays. Enfin, en mai 1973, fut présenté le Plan triennal de Reconstruction et Libération nationales ; ce « Plan Gelbard » se proposait, en termes généraux, de soutenir la croissance de l’économie en s’appuyant sur l’expansion du marché intérieur, mais aussi sur le développement des exportations. Quant à ces dernières plus particulièrement, l’on s’attacherait à augmenter les exportations industrielles à travers la conclusion de conventions spéciales, comme celle signée avec Cuba (voir ci-dessous) pour la fourniture de camions et d’automobiles. 
Les premiers résultats du plan furent encourageants, l’inflation en effet tendant à se stabiliser, du moins aussi longtemps que la balance des paiements était favorisée par une conjoncture d’exportation positive. Les hausses salariales et les dépenses de l’État eurent pour effet de stimuler l’activité intérieure.
Les points principaux de ce pacte étaient :
- gel des prix ;
- augmentation générale des salaires (200 pesos mensuels), pour mettre un terme aux conflits sociaux ;
- suspension de la négociation collective sur les salaires pendant deux ans.

Les objectifs fixés par le pacte peuvent s’énoncer comme suit :
- élever, en l’espace de 4 ans, jusqu’à 45-50 % la part du revenu national devant revenir aux salariés, et par là augmenter les salaires réels de la masse ouvrière argentine ;
- juguler la forte inflation, éviter la spirale d’inflation des coûts[4] ;
- consolider la croissance économique.

### Les travailleurs et le plan

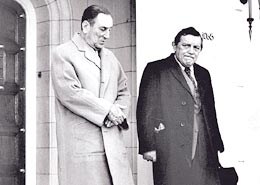
Gelbard et le président Juan Domingo Perón.

La politique des revenus menée par le ministre péroniste, lequel pouvait compter sur l’influence dont jouit alors Juan Perón, porta la CGT à accepter les hausses de salaire proposées, pourtant situées en deçà des revendications des travailleurs, et à abandonner, au moins pour un temps, leurs revendications salariales. La CGT, aspirant à dépasser la seule revendication salariale, chercha à accroître sa participation au pouvoir (surtout face aux Montoneros) dans la sphère proprement politique. D’autre part, la base ouvrière crut déceler dans l’ascension au pouvoir d’Héctor Cámpora l’occasion de faire passer ses revendications.
Pendant la deuxième campagne présidentielle de 1973, les syndicats tendaient à se rapprocher plus de Perón, alors que la mouvance montonero commence à être de plus en plus mise à l’écart dans la configuration politique du chef justicialiste ; le meurtre du dirigeant de la CGT José Ignacio Rucci par des Montoneros, amena au grand jour la réalité d’un antagonisme entre d’une part le péronisme appuyé sur son chef et sur le mouvement ouvrier organisé (péroniste) et d’autre part l’aile gauche représentée par les syndicats montoneros radicalisés sur une ligne de classe, et mit en évidence la fracture interne du parti entre péronisme traditionnel et péronisme de gauche « des années 70 », incarné par les Montoneros et les FAP (Forces armées péronistes).

### Plan économique: dernières mesures
Le projet économique de Gelbard fut conçu sur la base des expériences historiques, en prenant en compte les déterminismes structurels de l’économie argentine et les nécessités propres au troisième gouvernement péroniste. Les lignes politiques générales du plan Gelbard (redistribution des richesses, expansion de l’emploi et renforcement de la participation du secteur public dans l’économie) nécessitaient un programme de gouvernement à long terme et impliquaient des perspectives de changement radical de la structure productive en Argentine. Entre autres choses, le plan comportait un « projet de croissance autonome, de développement économique sous contrôle national, d’alliance entre État, bourgeoisie locale et dirigeants syndicaux, d’approfondissement des réformes sociales ».
En 1974, le taux d’inflation, quoique mis à mal par la crise pétrolière, était retombé à 30,2 %, c’est-à-dire presque à la moitié du chiffre de 79,6 % affiché en 1972, tandis que le taux de chômage était passé de 6,1 à 2,5%. La croissance du PBI passa de 3,5 % en 1969/72 à 6,1 % en 1973, et à 6,4 % en 1974. L’inflation donc ralentit, pendant que la balance des payements bénéficiait d’une conjoncture exportatrice favorable, nonobstant que le Marché commun européen ait fait barrage à la viande argentine. Les hausses de salaire et l’augmentation des dépenses publiques stimulèrent l’activité intérieure.
Aux fins de mise en œuvre de la politique économique, les mesures législatives suivantes furent notamment adoptées par le Congrès : Loi sur la répression pénale de la fraude fiscale (Ley de Represión penal para defraudaciones fiscales) ; Loi sur le développement minier (Ley de Promoción minera) ; Loi portant création de la corporation pour le développement de la petite et moyenne entreprise (Ley de creación de la Corporación para el desarrollo de PYME) ; Loi portant création de l’Institut national du Logement, d’intérêt social (Ley de creación Instituto Nacional de vivienda de interés social) ; Loi sur l’utilisation des terres aptes à l’exploitation agricole et à l’élevage (Ley de uso de tierras aptas para explotación agropecuaria) ; Loi sur la défense du travail et sur la production nationale (Ley de defensa del trabajo y producción national), etc.. Le plan politique-économique de Gelbard prévoyait une redistribution des revenus nationaux aux travailleurs de 58 % à l’horizon 1980, et la part prise par les salaires dans le revenu national dépassa amplement les 36 % en 1973. À cette politique économique du troisième gouvernement péroniste répondit une politique extérieure argentine tendant à élargir et diversifier les relations économiques et commerciales extérieures.
Après la mort de Perón début juillet 1974, et l’avènement au pouvoir de María Estela de Perón, le Pacte social périclita rapidement. Les commerçants argentins pratiquaient l’accaparement (rupture délibérée de l’approvisionnement en produits de subsistance, pour spéculer sur une hausse de prix), occultant les produits de base tels que l’huile et le sucre et s’adonnant au marché noir.

### Politique internationale
Gelbard entretenait de bons rapports tant avec le Parti démocrate des États-Unis qu’avec le dirigeant communiste cubain Fidel Castro. Il réussit à ouvrir de nouveaux débouchés aux exportations argentines, en particulier l’Union soviétique et Cuba. En 1973, Juan Perón rompit l’embargo imposé à Cuba par les États-Unis, virage politique dont Gelbard fut l’un des artisans,.
Les exportations argentines vers Cuba n’étaient certes pas considérables, mais sous l’effet de la résolution de l’OEA interdisant toute relation commerciale avec Cuba le montant des échanges se réduisit davantage encore, et entre 1969 et 1972, il n’y avait même plus de transaction du tout. Cependant, dans les mois précédant l’arrivée aux affaires de Cámpora, lorsque Perón se concertait à Puerta de Hierro avec son futur ministre de l’Économie Gelbard, ses instructions étaient précises : « vous devez ouvrir un agenda de travail avec les pays socialistes, en particulier avec l’URSS, Cuba et la Chine ». Gelbard de son côté, en tant que président de la CGT, était très désireux d’ouvrir de nouveaux marchés pour les produits manufacturés des PME argentines. Pour lui, l’ouverture souhaitée par Perón constituait non seulement une alternative économique de première importance, mais aussi une orientation stratégique en accord avec sa pensée politique ; ainsi poussa-t-il à une diversification des échanges commerciaux argentins comme arme d’indépendance politique, laquelle, dans le même temps, était susceptible d’apporter de substantiels bénéfices aux secteurs économiques auxquels il appartenait. Cuba, pour sa part, aspirait à revitaliser ses relations commerciales avec le reste de l’Amérique latine.
Rompre avec l’ostracisme commercial à l’encontre de Cuba, telle qu’hérité des anciennes administrations argentines, demandait de mettre sur pied une structure financière propre à créer les conditions préalables à ces échanges, compte tenu que l’île ne disposait que de ressources limitées en devises convertibles pour payer ses nouveaux fournisseurs. Un crédit de 1 600 millions de dollars est accordé par l’Argentine à Cuba en 1973. L’adaptation au marché cubain fut une épreuve du feu pour l’industrie argentine ; il s’agissait notamment de convertir les appareils électriques, qu’ils soient domestiques ou industriels, à la tension de 110 volts en vigueur à Cuba, et de tenir compte, pour les produits métalliques, de la corrosion beaucoup plus importante sur l’île de Cuba qu’en Argentine.

## Fin du péronisme et exil
En 1976, dans le sillage du coup d’État, José Ber Gelbard fut poursuivi par la dictature civico-militaire et déchu de la nationalité argentine. Il fut contraint de s’exiler aux États-Unis, où il mourut l’année suivante, le 4 octobre 1977, d’une crise cardiaque. Dix ans plus tard, en 1987, le gouvernement démocratique de Raúl Alfonsín le rétablit posthumément dans sa citoyenneté argentine.

## Filmographie
- Gelbard: Historia secreta del último burgués nacional (2006)[10],[11].